# Terminal kontenerowy Baltic Hub
Terminal kontenerowy Baltic Hub (dawniej DCT Gdańsk) (ang. Deepwater Container Terminal Gdańsk) – terminal kontenerowy zlokalizowany na terenie portu morskiego Gdańsk, położony w porcie zewnętrznym (część Portu Północnego).
Jest największym terminalem kontenerowym w Polsce i największym terminalem na Bałtyku, a także jedynym, do którego mogą wpłynąć transoceaniczne kontenerowce z Chin. Terminal został utworzony, by na Morzu Bałtyckim przyjmować głębokowodne, transoceaniczne kontenerowce. Przed jego wybudowaniem tak duże statki zatrzymywały się w portach leżących przed Cieśninami Duńskimi i dokonywano tam przeładunków na mniejsze statki (feedery) oraz na pociągi towarowe i ciężarówki.
Terminal obsługuje rocznie ponad 620 statków (w tym 100 największych kontenerowców świata).

## Historia
Prace nad terminalem rozpoczęły się w październiku 2005. W ramach prac budowlanych powstał sztucznie usypany pirs o powierzchni 25,2 ha (dł. 800 m i szerokość 315 m), na którym wybudowano 2 stanowiska do przeładunku kontenerów, dzięki inwestycji 200 mln dolarów. Otwarcie nastąpiło 3 października 2007 roku. Budowa trwała 24 miesiące. Pierwszy statek zawinął jeszcze przed oficjalnym otwarciem terminala, 1 czerwca 2007.
DCT Gdańsk w czerwcu 2011 roku osiągnęło swój pierwszy milionowy przeładunek. Milionowy kontener wpłynął do Gdańska na statku MS „Emma Maersk”.
W czerwcu 2011 roku wprowadzono nowy system operacyjny Navis SPARCS N4. W lipcu 2011 roku wdrożono E-SMART – narzędzia do wizualnego zarządzania sprzętem wyprodukowane przez brytyjską firmę International Terminal Solutions Ltd (ITS).
W roku 2014 deklarowane zdolności przeładunkowe terminalu kontenerowego sięgnęły 1,5 miliona TEU.
W styczniu 2015 roku rozpoczęto prace nad budową drugiego terminala T2, szacowanego na ok. 250 mln euro. W październiku 2016 DCT Gdańsk oddał do użytku nabrzeże T2 zlokalizowane pomiędzy terminalem T1 a pirsem rudowym wraz z 5 suwnicami STS, co pozwoliło na dwukrotne zwiększenie możliwości przeładunkowych: z 1,5 mln do 3 mln TEU (20-stopowych kontenerów), dzięki czemu DCT Gdańsk stał się największym pojedynczym terminalem Bałtyku. Jesienią 2018 rozpoczęto kolejną inwestycję w założeniu trwającą 3 lata o nazwie Program T2B, mającego w celu instalację trzech suwnic STS, automatyzacją bram i modernizacją kolei.
19 marca 2019 nastąpiła zmiana właściciela DCT. Do tej pory całościowy pakiet udziałów należał do australijskiego funduszu inwestycyjnego Macquarie GIF II – jednego z trzech funduszy grupy Macquarie Group, który inwestuje na całym świecie aktywa emerytów w infrastrukturę. Po finalizacji transakcji terminal został przejęty przez Polski Fundusz Rozwoju wraz z dwoma podmiotami zagranicznymi: singapurską grupą portową PSA International i globalnym funduszem inwestycyjnym IFM. Udział polskiej spółki to 30 proc. udziałów, a kwota transakcji wynosiła nieoficjalnie 1,1 mld euro.
W 2022 r. zmieniono nazwę z DCT Gdańsk na Baltic Hub.
W październiku 2022 r. rozpoczęto pracę nad terminalem T3, o powierzchni 36 ha półautomatycznym terminalem kontenerowym. Koszt inwestycji na 2022 r. był wyceniany na ok. 2 mld zł, a finansowanie jest zapewniane w całości przez spółkę Baltic Hub. Inwestycja pozwoliła na zwiększenie deklarowanych zdolności przeładunkowych o 1,5 mln TEU, do 4,5 mln TEU. Oficjalne otwarcie terminala T3 miało miejsce 6 czerwca 2025.
13 listopada 2024 r. zaczęła się budowa terminala T5 mającego być terminalem instalacyjnym dla morskich farm wiatrowych. Koszt inwestycji jest wyceniony na 500 mln zł, a całość ma być finansowana przez Polski Fundusz Rozwoju.

## Dane techniczne terminala kontenerowego[22][23]

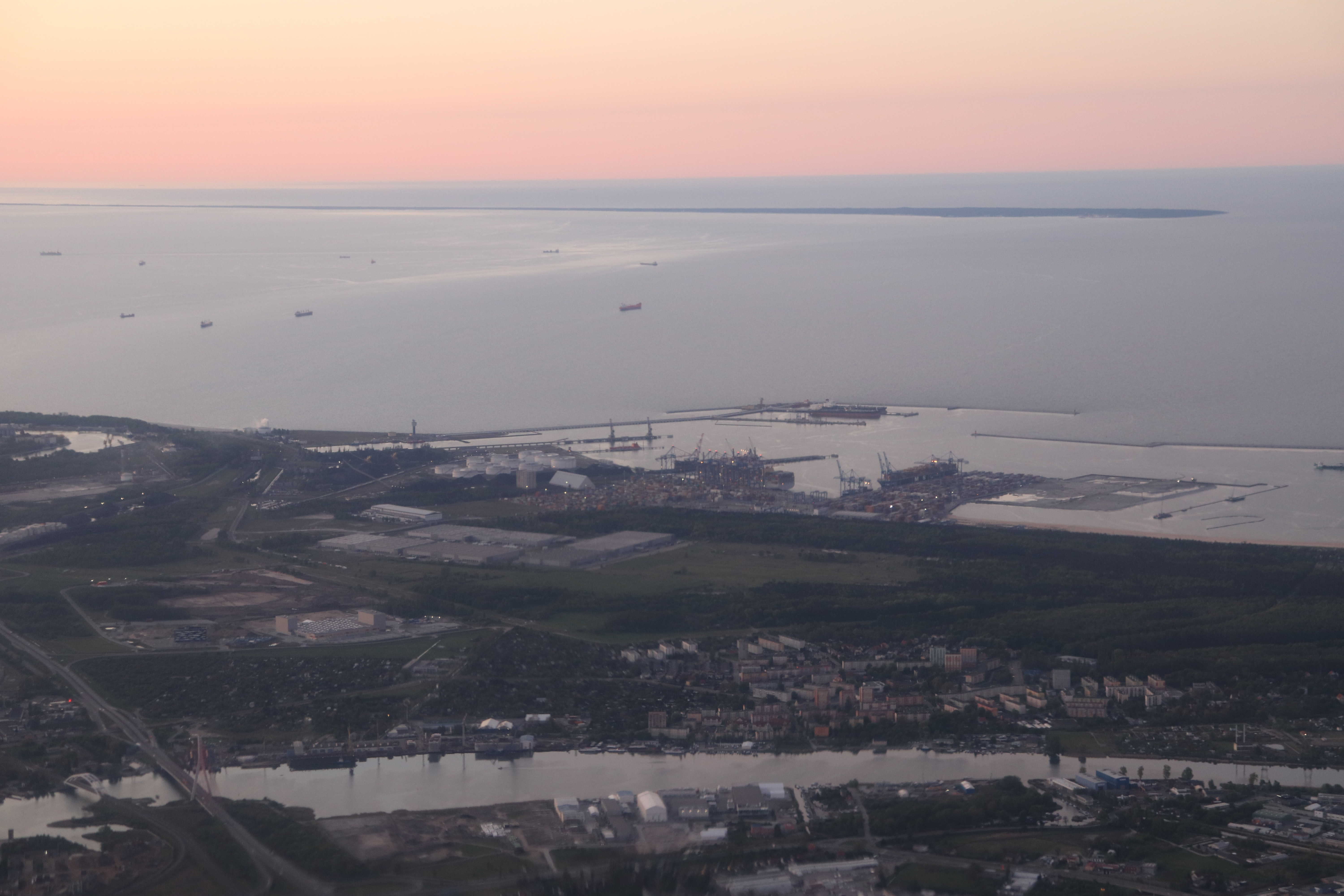
Zdjęcie lotnicze z widocznym budowanym terminalem T3 (2023)

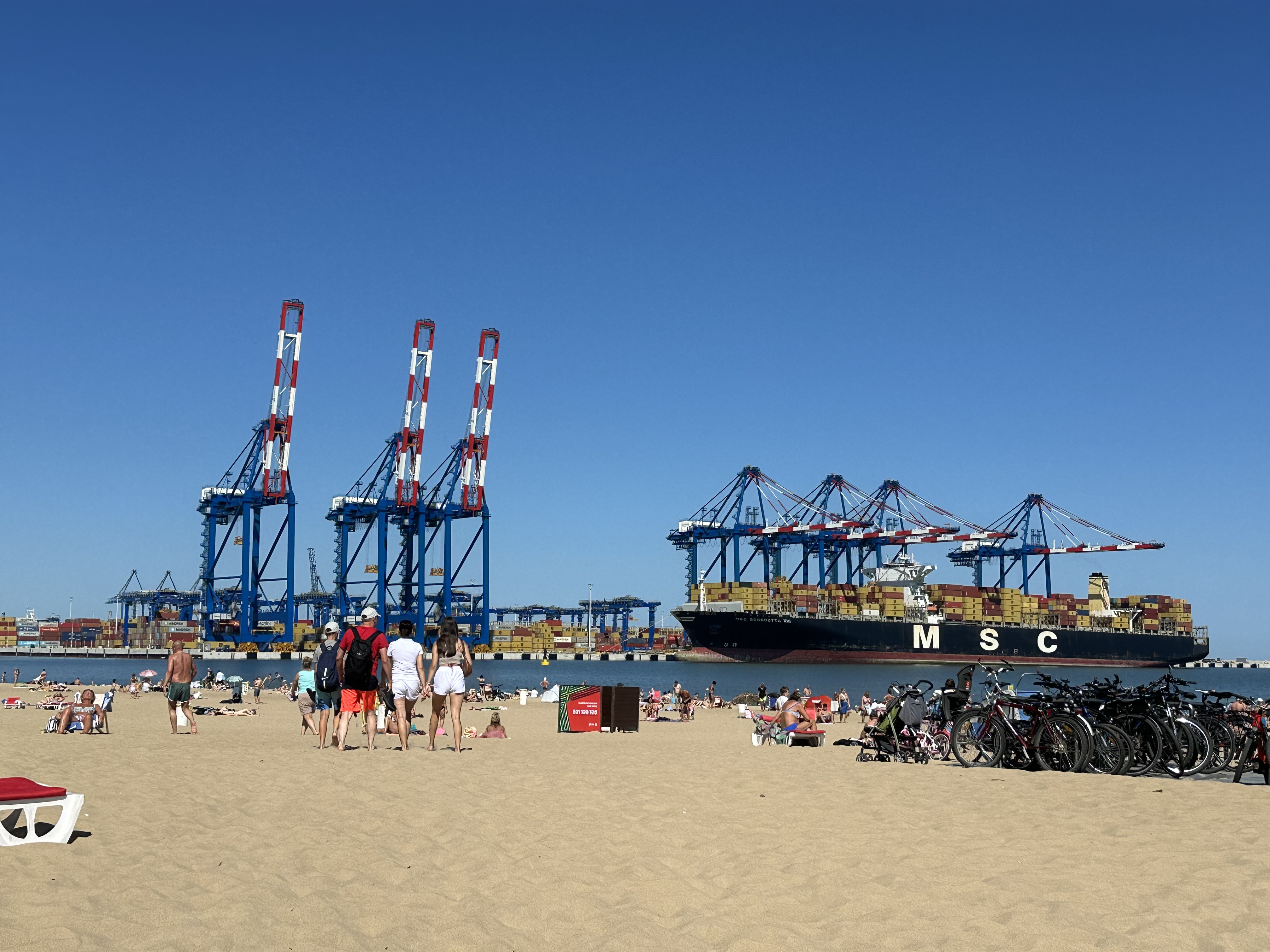
Terminal T3 z zacumowanym statkiem MSC Benedetta XIII (sierpień 2025)

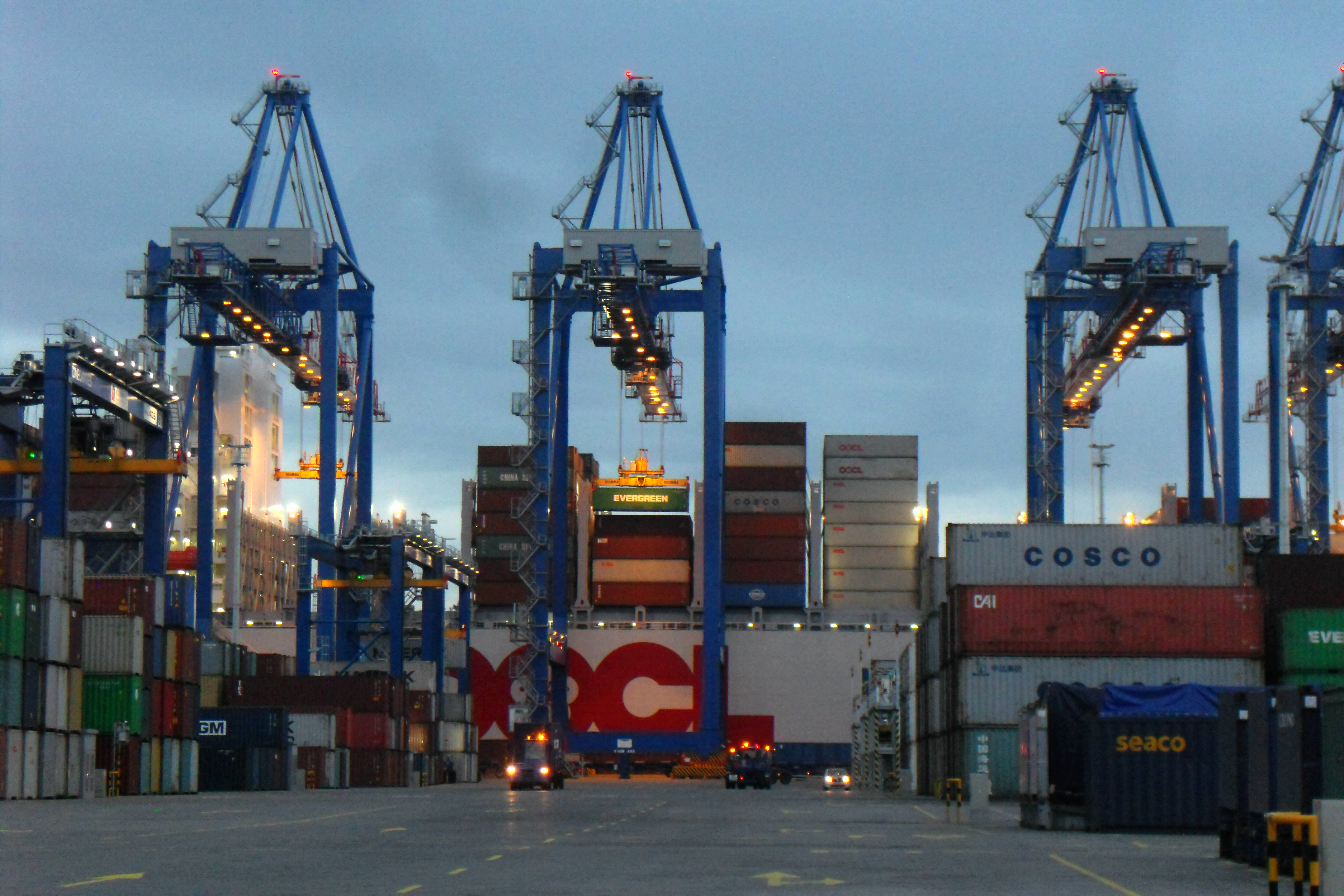
OOCL Hong Kong w terminalu kontenerowym (czerwiec 2017 r.)

- Deklarowana roczna zdolność przeładunkowa 4,4 mln TEU
- 2017 metrów nabrzeży o głębokości 17 m
- 21 suwnic typu STS, 52 typu RTG (Rubber Tired Gantry Crane), 3 typu RMG (Rail Mounted Gantry Crane)
- 5 hektarów utwardzonych placów składowych przeznaczonych do składowania ładunków Ro-Ro i innych
- 124 hektarów całkowitej powierzchni
- Powierzchnia składowa: 64 000 TEU
- Rampę Ro-Ro o szerokości 40 metrów
- Magazyn konsolidacyjny (o pow. 8200 m²) z rampą samochodową oraz miejscem przeznaczonym do jego dalszej rozbudowy
- Parking dla ponad 100 samochodów ciężarowych wraz z zapleczem sanitarnym
- Bocznica kolejowa: 7 torów wraz z 4 suwnicami RMG

W tym dane dla każdego terminala.

### Baltic Hub T1
Nabrzeża pierwszego terminala zlokalizowane są na sztucznie usypanym pirsie o powierzchni 25,2 ha.
- Długość nabrzeża: 625 m
- Ilość suwnic STS: 6
- Powierzchnia: 44 ha[12][8]

Dane suwnic STS:
- Producent: Liebherr[9]
- Waga: ok. 1000 ton
- Wysokość: 70 m
- Wysięg: 52 m

### Baltic Hub T2[26]
Do Terminala T2 przylegają inwestycje T2B, T2C i T2D.
- Długość nabrzeża: 570 m
- Ilość suwnic STS: 8[27]
- Powierzchnia operacyjna:
  - Początkowa: 37 ha
  - Dodana powierzchnia w ramach programu T2B: 6 ha[28][29] (zakładano 18 ha[30][31])
  - Dodana powierzchnia w ramach programu T2C: 3,6 ha[32]
  - Planowana dodana powierzchnia w ramach programu T2D: 6,5 ha

Dane suwnic STS:
- Producent: Liebherr Container Cranes Ltd[35][36][37]
- Waga: ok. 2000 ton
- Wysokość: 82 m[38][39]; z podniesionym wysięgnikiem: 130 m[40]
- Udźwig: do 65 t na wysokość 50 m
- Wysięg: 72 m; obsługa kontenerowców do 25 rzędów

### Baltic Hub T3[41][42]
Terminal jest zlokalizowany na sztucznie usypanym pirsie o powierzchni 36 ha.
- Długość nabrzeża: 717 m
- Ilość suwnic: 7 STS, 20 półautomatyczne RMG[43]
- 20 pomostów stalowych do kontenerów chłodniczych[44]

Dane suwnic STS:
- Producent: ZPMC(inne języki)[48][49]
- Waga: ok. 2000 ton
- Wysokość: 96 m; z podniesionym wysięgnikiem: 140 m
- Udźwig: do 65 t na wysokość 55 m
- Wysięg: 74 m; obsługa kontenerowców do 26 rzędów

### Baltic Hub T5 (w budowie)[50]
Terminal będzie zlokalizowany na sztucznie usypanym pirsie o powierzchni 21 ha.
- Łączna długość nabrzeży: 800 m

## Roczne przeładunki
Terminal jest odpowiedzialny za pawie cały przeładunek kontenerów w porcie morskim Gdańsk.
| Rok  | Przeładunek kontenerów [TEU] | Przeładunek wagowy [t] |
| ---- | ---------------------------- | ---------------------- |
| 2007 | 4 423                        |                        |
| 2008 | 106 356                      |                        |
| 2009 | 162 189                      |                        |
| 2010 | 451 751                      |                        |
| 2011 | 634 871                      |                        |
| 2012 | 896 962                      |                        |
| 2013 | 1 150 887                    |                        |
| 2014 | 1 188 380                    |                        |
| 2015 | 1 069 705                    |                        |
| 2016 | 1 289 842                    | 13,4 mln               |
| 2017 | 1 600 000                    | 16,4 mln               |
| 2018 | 1 932 454                    | ok 20 mln              |
| 2019 | 2 069 150                    |                        |
| 2020 | 1 910 000                    |                        |
| 2021 | 2 092 432                    |                        |
| 2022 | 2 072 727                    |                        |
| 2023 | 2 050 813                    |                        |
| 2024 | 2 242 401                    |                        |

## Połączenia obsługiwane przez terminal[59][60]
Do połączeń oceanicznych należą:
- CMA CGM (serwis FAL1) na trasie Gdańsk – Rotterdam – Dżedda – Port Klang – Busan – Ningbo – Szanghaj – Yantian – Singapur – Hawr – Dunkierka – Hamburg – Gdańsk z zawinięciami jeden raz w tygodniu.
- Mediterranean Shipping Company (serwis Britannia) na trasie Szanghaj – Ningbo – Yantian – Vung Tau – Felixstowe – Antwerp – Gdansk – Gdynia – Klaipeda – Le Havre – London Gateway – Colombo – Singapur z zawinięciami cotygodniowymi i obsługą na terminalu T3[61][62].
- Mediterranean Shipping Company (serwis Albatros) na trasie Xingang – Dalian – Gwangyang – Ningbo – Szanghaj – Yantian – Singapur – Felixstowe – Bremerhaven – Gdańsk – Bremerhaven – Felixstowe – Singapur – Vung Tau z zawinięciami cotygodniowymi i obsługą na terminalu T3.
- Ocean Alliance (serwis FAL5) na trasie Gdańsk – Wilhelmshaven – Singapur – Yantian – Szanghaj – Ningbo – Xiamen – Yantian – Singapur – Felixstowe – Zeebrugge – Gdańsk z zawinięciami jeden raz w tygodniu.
- Ocean Alliance (serwis LL1/AEU1) na trasie – Gdańsk – Wilhelmshaven – Pireus – Port Klang – Hongkong – Szanghaj – Ningbo – Xiamen – Yantian – Singapur – Felixstowe – Zeebrugge – Gdańsk z zawinięciami jeden raz w tygodniu.

Oprócz połączeń oceanicznych, istnieją połączenia feederowe w obrębie Morza Bałtyckiego jak:
- ONE PLS łączący Gdańsk z Rotterdamem, Hamburgiem i Gdynią[63][64]
- Gemini (Maersk i Hapag-Lloyd) z dwoma cotygodniowymi połączeniami z portami w Bremerhaven i Wilhelmshaven: Europe Shuttle 3 (ES3) i Europe Shuttle 15 (ES15)[61][65].

## Kalendarium ważniejszych połączeń

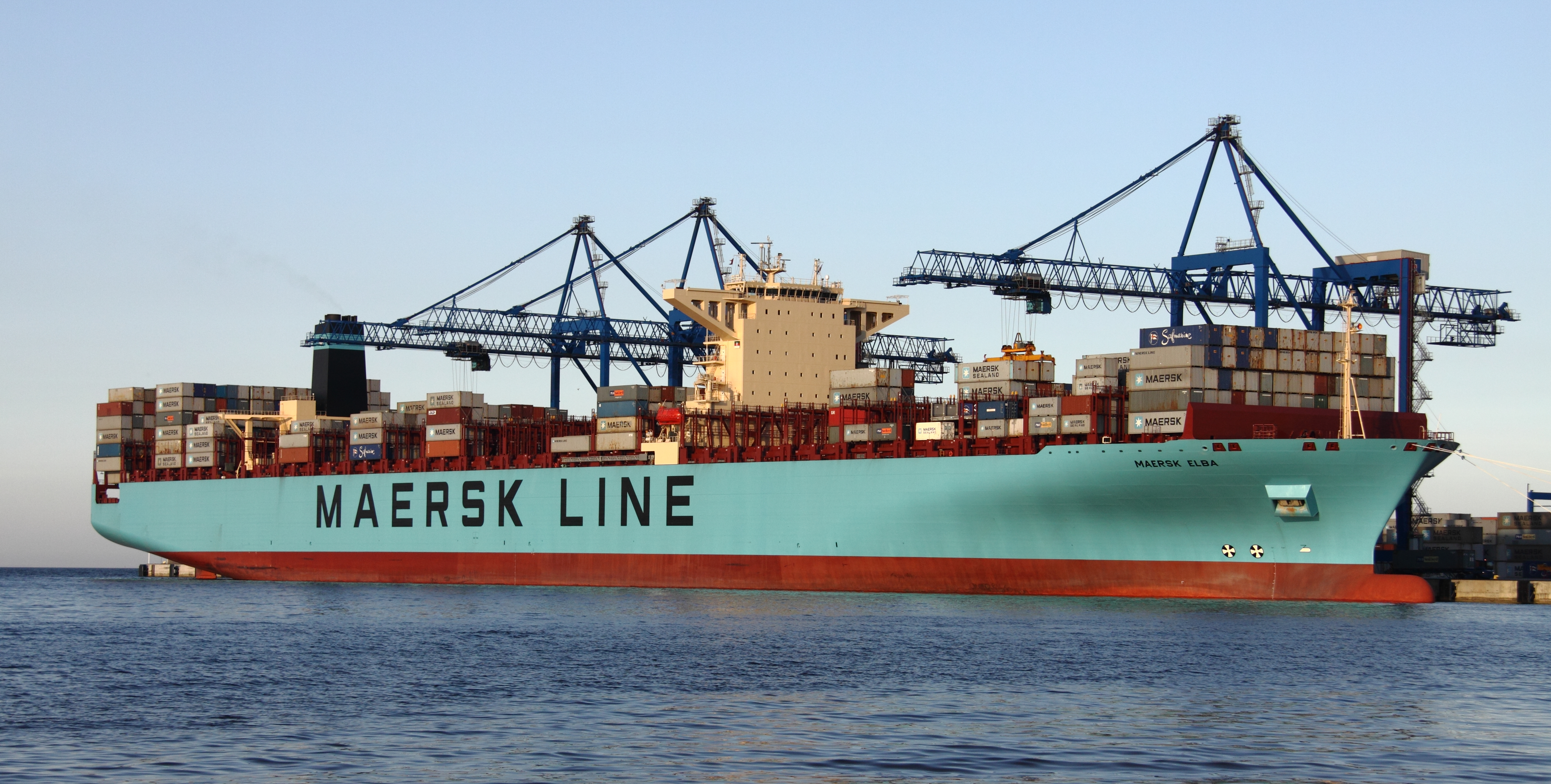
Maersk Elba rozładowywany w T1, w maju 2011 roku

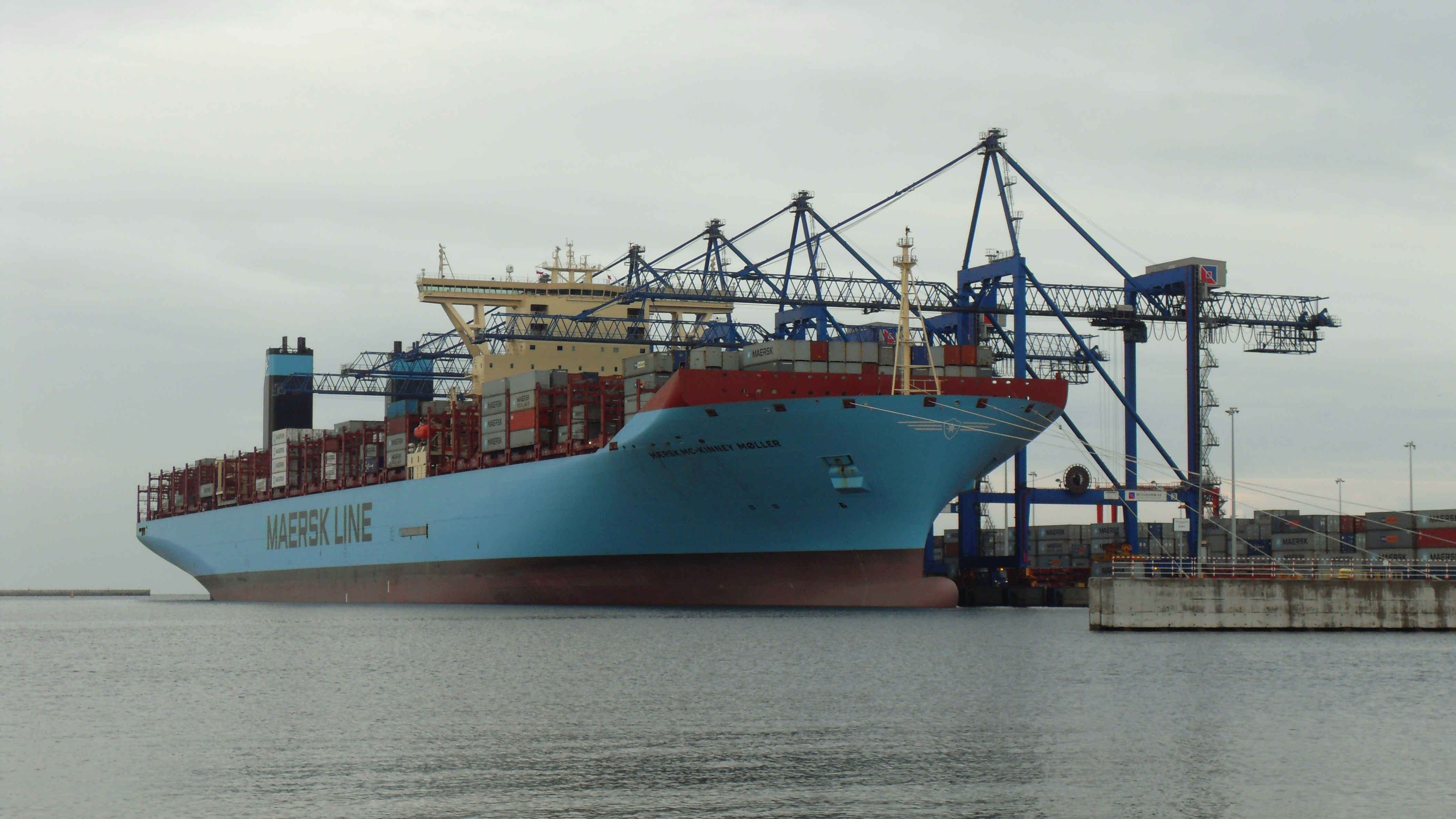
Mærsk MC-Kinney Møller rozładowywany w T1 (sierpień 2013 r.)

Maersk Line zaczął korzystać z infrastruktury DCT w 2008. 4 stycznia 2010 przypłynął pierwszy kontenerowiec oceaniczny o nazwie Maersk Taikung. Od 2011 do DCT zaczęły regularnie (co tydzień) zawijać kontenerowce MS „Evelyn Maersk”, MS „Emma Maersk”, MS „Eleonora Maersk”, MS „Elba Maersk” i MS „Eugen Maersk” (ich pojemność to 14 500 TEU).
Maersk Line był pierwszą linią kontenerową, która wprowadziła bezpośrednie połączenie żeglugowe (AE10) z Dalekiego Wschodu do DCT Gdańsk. Bezpośrednie połączenie portów Dalekiego Wschodu z Gdańskiem ma następującą rotację: Gwangyang – Ningbo – Szanghaj – Yantian – Tanjung Pelepas – Kanał Sueski – Rotterdam – Bremerhaven – Gdańsk – Aarhus;
Terminal kontenerowy, w styczniu 2010 zaczął obsługiwać bezpośrednie regularne połączenie kontenerowe z Dalekiego Wschodu.
21 listopada 2019 do terminalu dotarł pierwszy pociąg z kontenerami z Xi’an w Chinach, które wyekspediowano następnie m.in. do Helsinek. Pokonanie dystansu 9965 km zajęło pociągowi (z przeładunkiem w Małaszewiczach Adampolu) 12 dni, w czasie których przejechał przez Kazachstan, Rosję i Białoruś.
Na początku marca 2021 – do terminalu dotarł ze Sławkowa najcięższy w historii polskich kolei pociąg z kontenerami (90 kontenerów o całkowitej masie 3 335,73 tony; masa przeciętnego składu tego typu nie przekracza zwykle 2000 ton). Wkrótce potem przeładowano 15-milionowy kontener w historii terminalu. W 2021 zakończono rozbudowę jednego z kolejowych terminali kontenerowych o przepustowości 750 tys. TEU (kontenerów 20-stopowych).
W 2025 roku Maersk wycofał bezpośrednie połączenie oceaniczne AE10 do Gdańska na rzecz przeładunku w mniejszych portach w Niemczech. Reorganizacja jest związana z nawiązaniem współpracy z niemieckim przewoźnikiem Hapag-Lloyd i redukcją bezpośrednich połączeń z Azją z 11-13 portów do 5-6 portów w Europie Północnej. Maersk zapewnił, że zastąpienie bezpośrednich połączeń przez połączenia feeder-owe nie wpłynie na wolumen przeładowywanych kontenerów i zapewni bardziej przewidywalne dostawy i zminimalizuje zakłócenia.

## Zarządzanie
Przychody spółki:
| Rok  | Przychód            | Wynik netto       |
| ---- | ------------------- | ----------------- |
| 2020 | 587 058 994,58 zł   | 192 090 834,34 zł |
| 2021 | 647 328 005,98 zł   | 255 517 633,14 zł |
| 2022 | 943 017 881,35 zł   | 430 389 324,19 zł |
| 2023 | 999 675 095,85 zł   | 445 380 010,69 zł |
| 2024 | 1 103 433 659,09 zł | 470 745 383,69 zł |

Prezesi zarządu Baltic Hub:
- od jesieni 2006 do kwietnia 2008 – Colin Chanter[74][75]
- od kwietnia 2008 do lutego 2013 – Boris Wenzel[76]
- od lutego 2013 do grudnia 2016 – Maciek Kwiatkowski[77]
- od grudnia 2016 do czerwca 2021 – Cameron Thorpe[77]
- od lipca 2021 do grudnia 2024 – Charles Baker[78][79]
- od stycznia 2025 – Jan Van Mossevelde[80]